# Estola affinis
Estola affinis är en skalbaggsart som beskrevs av Stefan von Breuning 1940. Estola affinis ingår i släktet Estola och familjen långhorningar. Inga underarter finns listade i Catalogue of Life.